# 29-й гвардейский стрелковый корпус
29-й гвардейский стрелковый Лодзинский Краснознамённый корпус — гвардейское формирование (соединение, стрелковый корпус) РККА и СА Вооружённых сил СССР, принимавшее участие в Великой Отечественной войне. Существовало с 1943 по 1957 год.

## История
Корпус был сформирован 19 февраля 1943 года как 19-й стрелковый корпус (2-го формирования) в состав которого входили 57-я гвардейская стрелковая дивизия и 50-я стрелковая дивизия, 229-я стрелковая бригада и ряд других частей. С момента создания, корпус входил в состав 1-й гвардейской армии.
16 апреля 1943 года управление корпуса был переименовано в 29-й гвардейский стрелковый корпус (войсковая часть полевая почта 17995), в составе которого остались 50-я стрелковая дивизия и 229-я стрелковая бригада и указанные ниже части корпусного подчинения:
- 155-й отдельный батальон связи (с 3 мая 1943 года — 127-й отдельный гвардейский батальон связи);
- 474-я полевая авторемонтная база;
- 2667-я военно-почтовая станция.

Видимо, в мае 1943 года управление корпуса получает в подчинение три новые гвардейские стрелковые дивизии (27-ю гвардейскую стрелковую дивизию, 74-ю гвардейскую стрелковую дивизию и 82-ю гвардейскую стрелковую дивизию) и передаётся в состав 8-й гвардейской армии, в которой находится до окончания войны и до своего расформирования.

С 26 января 1945 года по 23 февраля 1945 года корпус участвует в осаде и взятии города-крепости Познань.
Периоды вхождения корпуса в Действующую армию:
- 16 апреля 1943 года — 7 июня 1944 года;
- 15 июня 1944 года — 9 мая 1945 года.

## Отличившиеся воины
За время существования соединения тысячи воинов корпуса награждены орденами и медалями, 65 человек являются кавалерами ордена Славы трёх степеней, 31 человек удостоен звания Героя Советского Союза.
 Герои Советского Союза.
- Зеленцов, Валентин Михайлович, гвардии полковник, командующий артиллерией корпуса. Указ Президиума Верховного Совета СССР от 31 мая 1945 года. Медаль «Золотая Звезда» № 6744.
- 27-я гвардейская стрелковая Новобугская Краснознамённая ордена Богдана Хмельницкого дивизия — 7 человек;
- 74-я гвардейская стрелковая Нижнеднепровская ордена Богдана Хмельницкого дивизия — 9 человек;
- 82-я гвардейская стрелковая Запорожская Краснознамённая ордена Богдана Хмельницкого дивизия — 14 человек.

 Кавалеры ордена Славы 3-х степеней.
- 27-я гвардейская стрелковая Новобугская Краснознамённая ордена Богдана Хмельницкого дивизия — 23 человека;
- 74-я гвардейская стрелковая Нижнеднепровская ордена Богдана Хмельницкого дивизия — 8 человек;
- 82-я гвардейская стрелковая Запорожская Краснознамённая ордена Богдана Хмельницкого дивизия — 34 человека.

## Награды и почётные наименования
| Награда                            | За что награждена |
| ---------------------------------- | --- |
| Почётное звание «Гвардейский»      | было присвоено 16 апреля 1943 года при формировании. |
| Почётное наименование «Лодзинский» | Присвоено за отличие в боях при овладении городом Лодзь, Польша. Приказ Верховного Главнокомандующего № 027 от 19 февраля 1945 года. |
| Орден Красного Знамени             | за образцовое выполнение заданий командования в боях с немецкими захватчиками при овладении столицей Германии городом Берлин, и проявленные при этом доблесть и мужество. Указ Президиума Верховного Совета СССР от 11.06.1945 года.(Объявлено приказом Народного комиссара обороны СССР № 0125 от 28.06.1945 года). |

## Состав

### 16 апреля — 1 июня 1943 года
- управление (штаб);
- 50-я стрелковая дивизия;
- 229-я стрелковая бригада;
- и другие формирования.

### 1 июня 1943 года — май 1945 года
- управление (штаб);
- 27-я гвардейская стрелковая дивизия;
- 74-я гвардейская стрелковая дивизия;
- 82-я гвардейская стрелковая дивизия;
- 127 отдельный гвардейский батальон связи (до 3 мая 1943 года — 155 отдельный батальон связи);
- 474 полевая авторемонтная база;
- 2667 военно-почтовая станция.

## Командование
Командиры корпуса:

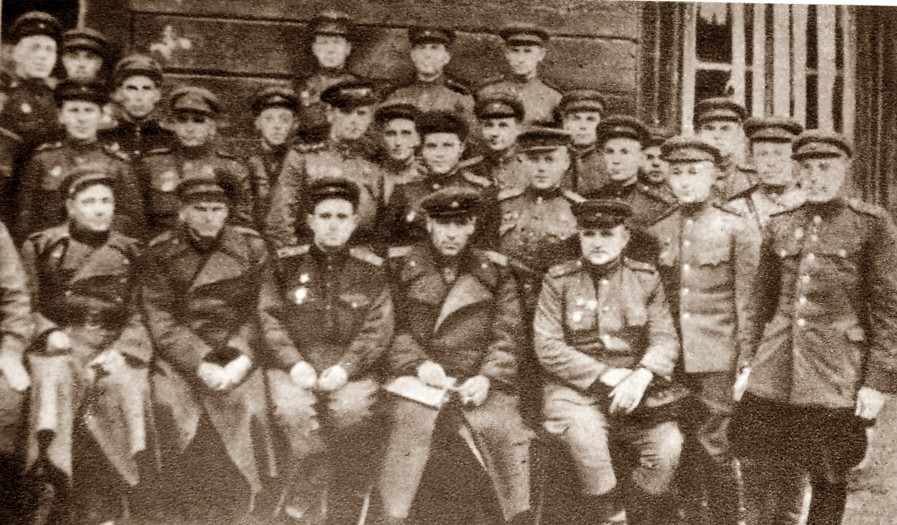
Командир 82-й гв. сд гв. генерал-майор Хетагуров (в центре) с командирами полков и батальонов дивизии. 7 ноября 1944 года.

- Фоканов, Яков Степанович (апрель 1943 — февраль 1944; апрель 1944 — август 1944), гвардии генерал-лейтенант;
- Шеменков, Афанасий Дмитриевич (август 1944 — 26 апреля 1945), гвардии генерал-лейтенант;
- Хетагуров, Георгий Иванович (26 апреля 1945 — июль 1945), гвардии генерал-майор артиллерии;
- Позняк, Виктор Генрихович (июль 1945 — август 1945), гвардии генерал-лейтенант;
- Сиязов, Михаил Александрович (август 1945 — сентябрь 1945), гвардии генерал-майор;
- Позняк, Виктор Генрихович (сентябрь 1945 — февраль 1946), гвардии генерал-лейтенант;
- Хетагуров, Георгий Иванович (февраль 1946 — апрель 1948), гвардии генерал-лейтенант;
- Белоногов, Василий Андреевич, (апрель 1948 — 10.06.1948), гвардии генерал-майор;
- Черокманов, Филипп Михайлович, (10.06.1948 — 9.02.1951), гвардии генерал-лейтенант;
- Серюгин, Михаил Петрович, (9.02.1951 — ноябрь 1951), гвардии генерал-майор;
- Шульга, Василий Павлович, (ноябрь 1951 — июль 1954), гвардии генерал-майор[6].

Заместители командира корпуса:
- Дука, Михаил Ильич, гвардии генерал-майор (? — апрель 1945 года)

Начальники штаба:
- Козловицкий Андрей Константинович, гвардии полковник, ? — апрель 1945 -?.

Начальники политотдела:
- С. С. Копылов, гвардии полковник

Командующие артиллерией :
- Захаров, Георгий Тимофеевич, гвардии полковник;
- Зеленцов, Валентин Михайлович, гвардии генерал-майор артиллерии

## Послевоенный период
По окончании Великой Отечественной войны корпус в составе 8 гвардейской армии входит в Группу советских оккупационных войск в Германии.

Утром 10 мая 29-й гвардейский Лодзинский Краснознамённый стрелковый корпус двинулся по берлинским улицам … к новому месту расквартирования…

Штаб корпуса с корпусными частями разместился в городе Ошатц. Две дивизии — неподалёку от него, в немецких казармах. 82-я гвардейская дивизия была введена в город Риза. Ей предстояло принять, устроить на временное жительство и обеспечит всем необходимым около сорока тысяч советских граждан, насильно вывезенных в фашистскую Германию и подлежавших репатриации.
— Герой Советского Союза генерал армии Хетагуров Г.И. Исполнение долга. - М.: Воениздат,1977.- С.206.

2. 29 гв. ск — 27 и 74 гв. сд с выходом на окончательную границу советской зоны оккупации выставить заставы на рубеже: Фаха, Венигентафт, Эмпфертсхаузен, Бирке, Мельперс, Хеннеберг, Мендхаузен, Эйхе.

Главные силы корпуса к тому времени вывести в район — (иск.) Гота, Ордруф, Герен, Иена, Веймар, Эрфурт.

82 гв. сд вывести в район Лейпцига, где и сосредоточиться к исходу 3.7.45 г.

Разгранлинии: справа и слева — прежние. Штакор — Арнштадт.— Оперативная директива командующего 8-й гвардейской армией командирам 29-го, 28-го, 4-го гвардейского и 11-го танкового корпусов о согласованном с союзниками порядке занятия указанной зоны оккупации Германии. № 00335 1 июля 1945 г.
После окончания войны с фашистской Германией СССР проводит сокращение своих Вооружённых Сил и их реформирование.

В результате этого осенью 1945 года состав корпуса был следующий::
- 27-я гвардейская стрелковая Новобугская Краснознамённая ордена Богдана Хмельницкого дивизия преобразована в 21-ю гвардейскую механизированную дивизию.
- 74-я гвардейская стрелковая Нижнеднепровская ордена Богдана Хмельницкого дивизия;
- 82 гвардейская стрелковая Запорожская Краснознамённая ордена Богдана Хмельницкого дивизия.

С лета 1946 происходит дальнейшее сокращение войск армии:
- 74 гвардейская стрелковая дивизия расформирована;
- 82 гвардейская стрелковая дивизия расформирована.

К 1947 году в состав корпуса входили:
- управление (штаб) корпуса, вч пп 17995, Наумбург;
- 57-я гвардейская стрелковая дивизия (была передана из состава 4-го гвардейского стрелкового корпуса после его расформирования);
- 21-я гвардейская механизированная дивизия.

Июнь 1956 года:
- управление (штаб) 29-го гвардейского стрелкового Лодзинского Краснознамённого корпуса расформировано.

57-я гвардейская мотострелковая Новобугская Краснознамённая ордена Суворова дивизия и 27-я гвардейская мотострелковая Омско-Новобугская Краснознамённая ордена Богдана Хмельницкого дивизия (бывшая 21-я гвардейская механизированная дивизия, которой в 1965 году была возвращена нумерация времен Великой Отечественной войны и добавлено почётное наименование «Омская»), входившие в состав корпуса и оставшиеся в составе 8-й гвардейской армии, дислоцировались в Германии, на территории земли Тюрингия вплоть до вывода советских войск из Германии в 1990-е годы.

## Память
Мемориальная доска на Шерпенском плацдарме (Республика Молдова).